# 孫立群
孫 立群（そん りつぐん、1950年4月15日 - 2020年2月10日）は、中華人民共和国の歴史学者、南開大学教授。専攻は秦漢魏晋南北朝史.

## 略歴
1950年4月15日、天津市に生まれた。1975年に南開大学歴史学専攻を卒業。同年、自身の母校である南開大学の歴史系にて教員に着任し、以後、助教授、教授と昇任した。2015年9月1日、孫立群は正式に退職します。2006年、中国中央テレビのレクチャー番組「百家講壇」で講師を務める。2020年2月10日、孫立群は病気で逝去した。

## 著書

### 単著
- (中国語) 中国古代的士人生活. 北京市: 商務印書館. (2014). ISBN 9787100095204
- (中国語) 从司馬到司馬：西晋的歴程. 北京市: 中華書局. (2011). ISBN 9787101081701
- (中国語) 解讀大秦政壇双星：呂不韋与李斯. 北京市: 中華書局. (2007). ISBN 9787101056228

### 合著
- 李治安; 孫立群 (1998) (中国語). 中華文化通志・社会階層制度志. 上海市: 上海人民出版社. ISBN 9787208022775